# Долшце
Долшце (словен. Dolšce) је насељено место у општини Костањевица на Крки, Посавска регија, Словенија.

## Историја
До територијалне реорганизације у Словенији било је у саставу старе општине Кршко.

## Становништво
У попису становништва из 2011. године, Долшце је имало 94 становника.
| Број становника према пописима | Број становника према пописима | Број становника према пописима |
| ------------------------------ | ------------------------------ | ------------------------------ |
| 1991                           | 2002                           | 2011                           |
| 81                             | 90                             | 94                             |

Напомена: До 1990. исказивано под именом Долшче. Године 2011. извршена је мања размена територија између насеља Глобочице при Костањевици, Долшце и Ореховец.